# Hunky Dory
Hunky Dory este al patrulea album al cantautorului Englez David Bowie, lansat prin RCA Records în 1971. A fost primul său material lansat prin RCA, casă de discuri la care Bowie va apela pe tot parcursul deceniului. 
Hunky Dory a fost descris de către criticul de muzică american Stephen Thomas Erlewine drept o colecție caleidoscopică de stiluri pop, formată de viziunea lui Bowie.
Albumul a primit recenzii pozitive de la începutul lansării lui pe piață, și este considerat unul dintre cele mai bune lucrări muzicale ale artistului. 
Coperta albumului, fotografiată de Brian Ward și editată de Terry Pastor a fost influențată de cartea ilustrată a lui Marlene Dietrich, pe care Bowie a adus-o cu el la ședința foto.

## Stil și teme
Cântecul de început, Changes, se referă natura compulsivă a reinventării artistice: 
Strange fascination, fascinating me
Changes are taking the pace I'm going through 
Artistul evocă de asemenea unele dintre influențele sale muzicale, prin titlul unor cântece: Song for Bob Dylan (Cântec pentru Bob Dylan) , Andy Warhol și Queen Bitch ( inspirat de The Velvet Underground).
Succesorul albumului hard rock al lui Bowie, The Man Who Sold the World , Hunky Dory prezintă parțial reîntoarcerea lui Ziggy Stardust (alter ego-ul lui David Bowie în perioada glam a anilor '70). Cântece precum Kooks (dedicat fiului său, cunoscut de public drept Zowie Bowie dar numindu-se Duncan Zowie Haywood Jones) și cover-ul Fill Your Heart stau alături de Qucksand (ale cărui versuri menționează Ordinul Ermetic al Zorilor Aurii ), de The Bewlay Brothers (cu referințe autobiografice).
Cântecul Oh! You Pretty Things, al cărui ritm pop acoperă versurile, este inspirat de Nietzsche, predicând înlocuirea iminentă a omului modern de către Homo Superior, și care a mai fost amintit în piesa Starman aflată pe următorul album al lui Bowie, The Rise and Fall of Ziggy Stardust and the Spiders from Mars.

## Tracklist
1. "Changes" (3:37)
2. "Oh! You Pretty Things" (3:12)
3. "Eight Line Poem" (2:55)
4. "Life on Mars?" (3:53)
5. "Kooks" (2:53)
6. "Quicksand" (5:08)
7. "Fill Your Heart" (Biff Rose, Paul Williams) (3:07)
8. "Andy Warhol" (3:56)
9. "Song for Bob Dylan" (4:12)
10. "Queen Bitch" (3:18)
11. "The Bewlay Brothers" (5:22)

- Toate cântecele au fost scrise de David Bowie cu excepția celor notate.

## Single-uri
- "Changes" (1972)
- "Life on Mars?" (1973)